# غومفوي
غومفوي (Γόμφοι) هي مدينة في تريكالا في مقاطعة فوريا إلادا في اليونان.
يبلغ عدد سكانها حوالي 1.096 نسمة.